# Mitologia olmeca

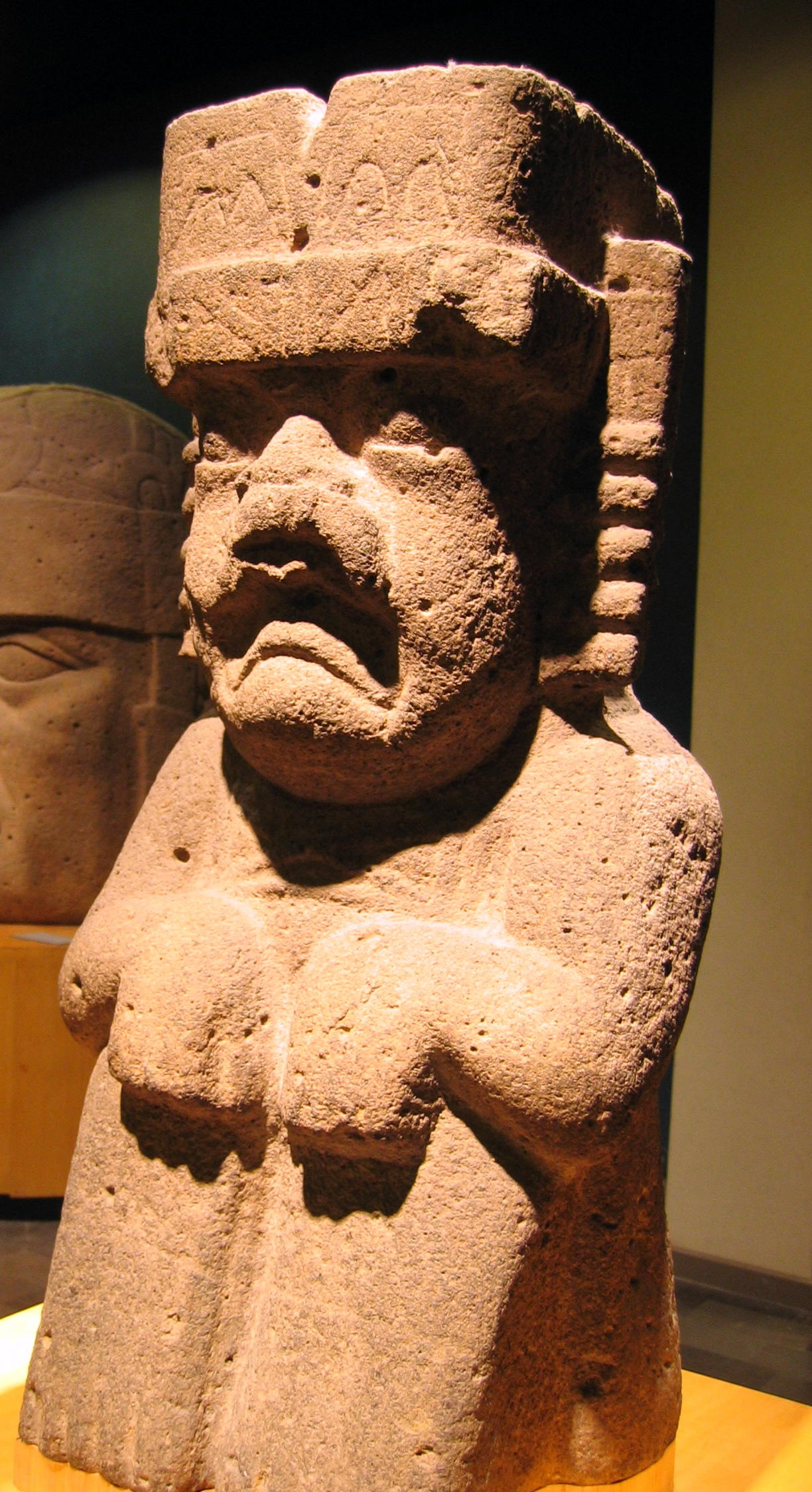
Figura jaguar olmeca asseguda, a San Lorenzo, Veracruz

La mitologia olmeca va influir significativament en el desenvolupament social i el punt de vista mitològic del món a Mesoamèrica. Com que no s'ha conservat cap registre directe de les creences religioses olmeques, una gran part n'és desconeguda. No obstant això, es poden fer algunes observacions a partir de l'art i l'arqueologia que ha sobreviscut fins a l'època actual, i per comparació amb els vestigis (millor documentats) d'altres cultures precolombines, l'art religiós utilitza motius similars.
El zenit de la civilització olmeca (situada en l'actual estat de Veracruz del Mèxic modern) s'estén des de l'any 1200 aC fins al 800 aC, aproximadament. No obstant això, els olmeques van continuar establint comunitats fins al 400 aC, i alguns estudiosos afirmen que van existir com una civilització apartada de les altres fins al 100 aC. Els olmeques van desenvolupar una escriptura jeroglífica per al seu llenguatge, l'exemple més antic conegut se'n datava a partir del 650 aC. No obstant això, els textos olmeques que han sobreviscut són molt pocs, i el significat de molts dels seus caràcters roman desconegut comparat amb els més abundants jeroglífics maies.
Els arqueòlegs creuen que la cultura olmeca va ser l'ancestre de les civilitzacions mesoamericanes posteriors, incloent-hi la civilització maia, els habitants de la ciutat de Teotihuacan i els grups indígenes maies de l'actualitat. Altres cultures, incloent-hi els tolteques i els asteques, poden no ser descendents dels olmeques, però van ser fortament influïdes per la seva cultura.
Una de les més conegudes ruïnes olmeques, La Venta (Mèxic), a l'estat de Tabasco, que conté les representacions de figures aparentment mitològiques. Aquestes representacions generalment daten des del 800 aC al 400 aC, i inclouen una serp emplomallada, un home de la collita amb blat de moro creixent del seu cap i un esperit de la pluja en forma d'un nen petit. Imatges similars són sovint trobades en els mites de cultures posteriors a l'àrea.
Els olmeques consideraven que tot allò que els envoltava, com coves, barrancs, fonts, arbres i muntanyes, estaven plenes de d'esperits. Les muntanyes eren el vincle entre el cel i la Terra, i també eren el lloc on hi havia els ancestres i els esperits de la Terra, la pluja i l'inframon.

## Drac olmeca
El drac olmeca, amb abundants característiques de les serps, aus i jaguars entre les destrals de jade, és el déu més representat.

## Serp emplomada

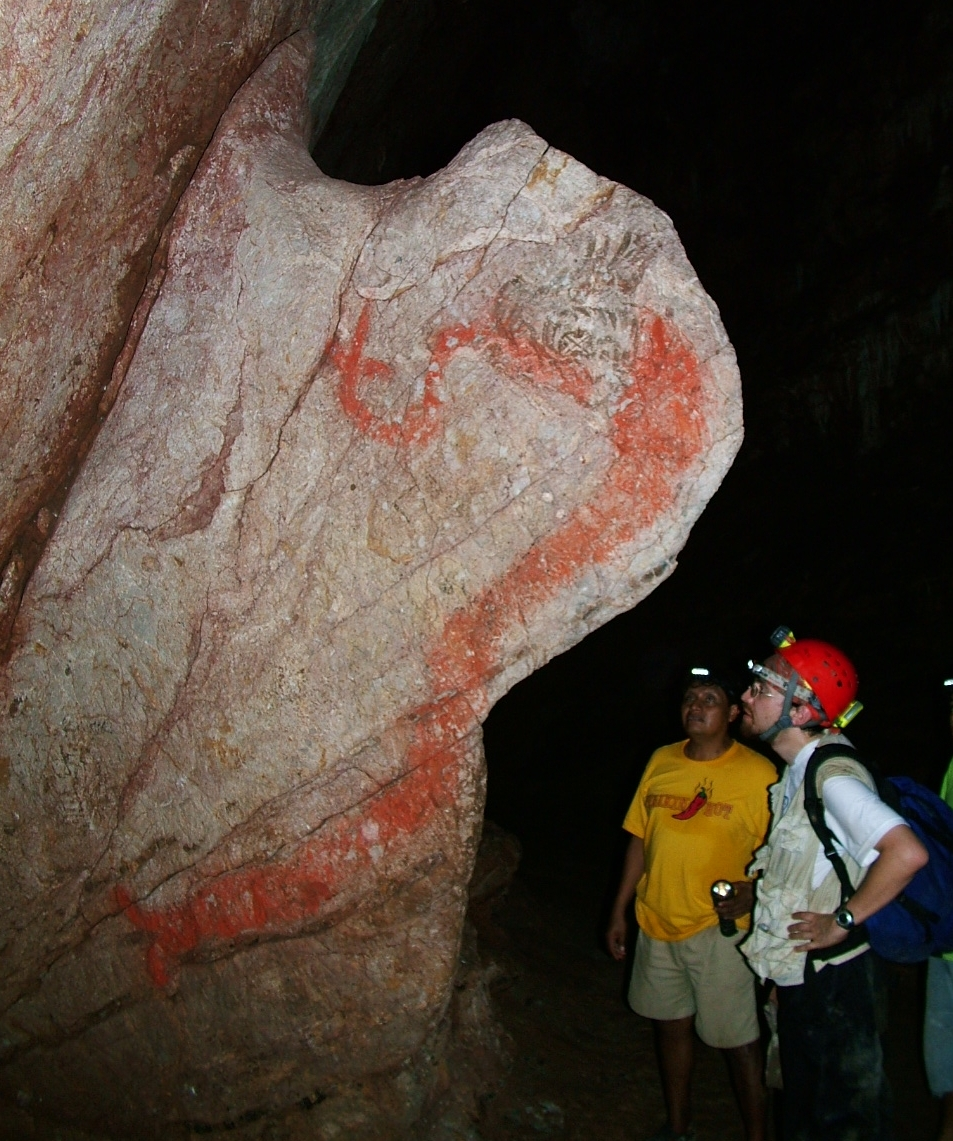
Imatge d'una serp vermella emplomallada procedent de la cova de Juxtlahuaca, a Mèxic

La figura mitològica de la serp emplomada, representada constantment a Mesoamèrica, probablement va ser originada en l'època dels olmeques. En tradicions posteriors, el Quetzal o serp emplomallada va ser conegut com l'inventor dels llibres i calendaris, el donador del blat de moro a la humanitat, i algunes vegades com a símbol de mort i resurrecció, sovint associat al planeta Venus. Els maies el coneixien com a Kukulkan, els quiché com a Gukumatz. Els tolteques retrataven la serp emplomallada com a Quetzalcóatl, el rival de Tezcatlipoca. L'art i la iconografia demostren clarament la importància de la deïtat de la serp emplomada en la cronologia mesoamericana, així com en l'art olmeca. A les grutes de Juxtlahuaca hi ha una representació d'una serp emplomallada d'estil olmeca.

## Jaguar

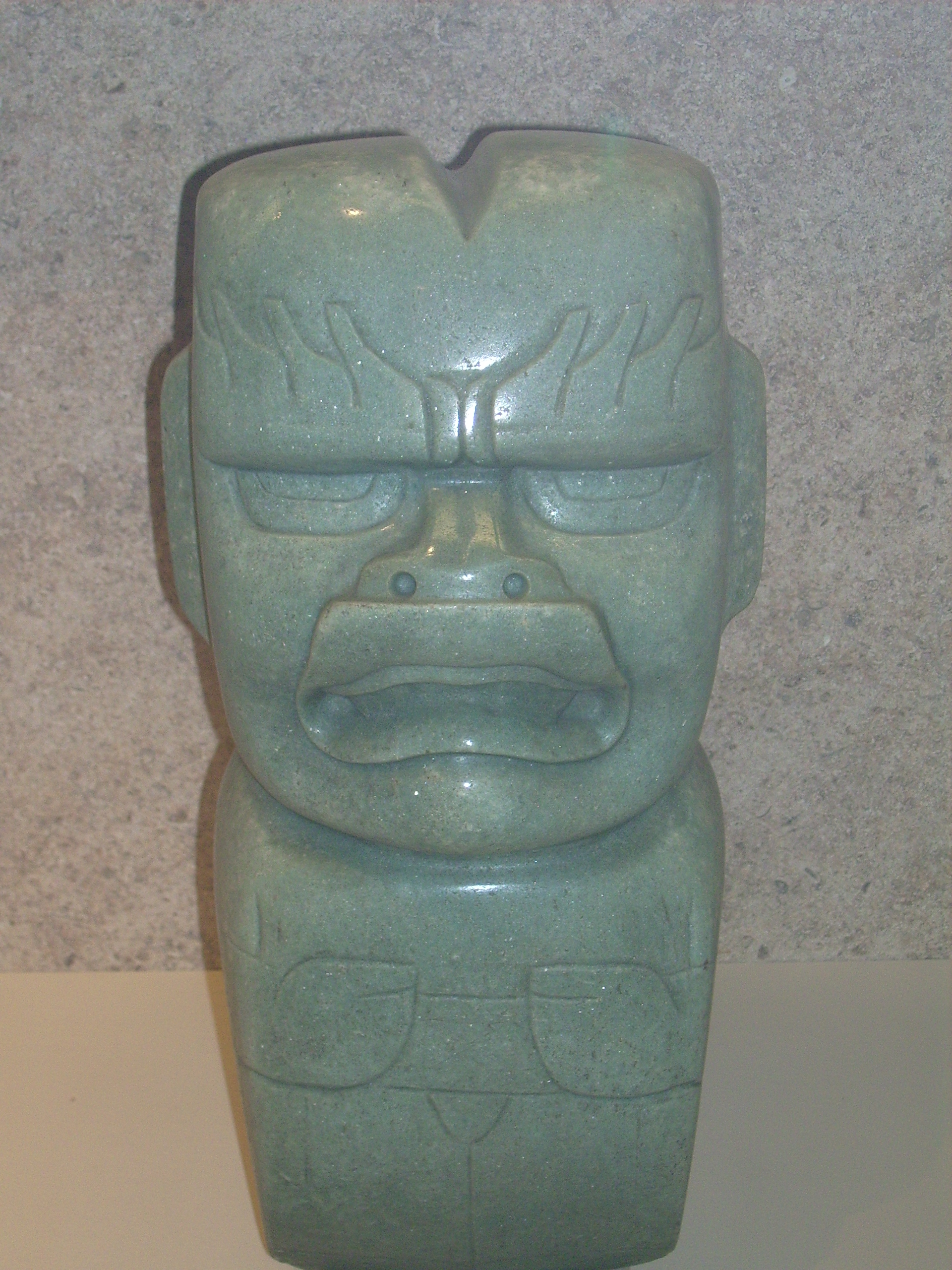
Figura olmeca feta de jade representant el jaguar. Museu Britànic

Els olmeques van tallar diferents figures humanes en pedra, algunes de mida monumental. Les peces més petites eren tallades en un fi jade i jadeïta, incloent-hi moltes figures humanes amb fortes característiques de jaguars. Com el jaguar era un depredador nadiu a l'àrea, les figures de jaguar poden representar visualment un mite olmeca sobre la interacció del jaguar o de l'esperit del jaguar amb els éssers humans. En aquest mite, es diu que un jaguar copulà amb una dona, i així va donar naixement a aquests homes jaguar, representats com a nens joves i adults masculins.
La imatge del jaguar és penetrant en els jeroglífics més recents dels maies i la paraula Balam (la "a" amb dièresi es pronuncia com una lletra "o" allargant els llavis), 'jaguar', és un element principal en els noms d'herois mítics i d'alguns reis maies. En la mitologia maia, es creia que els bacabs eren déus jaguars. Aquests eren els quatre fills dels déus Itzamna i Ixchel. Els bacabs sostenien el cel en cadascuna de les quatre direccions, i cada una va ser associada a un color.

## Home de la collita
L'home de la collita és una figura de la fertilitat en la mitologia mesoamericana. Entre els olmeques, els déus són representats sovint amb una distintiva fenedura al front, potser aquesta característica els identificava com a divins.
L'home de la collita era un home o un noi que va triar donar la seva vida a canvi que la seva gent pogués produir l'aliment.
L'heroi home de la collita està assistit en algunes ocasions per la figura d'una deïtat d'un altre món. Els mites popoluca de la gent de Veracruz el pinten com un heroi tribal, de vegades anomenat Homshuk, la mort proveeix d'aliment a tota la humanitat. Aquest heroi s'anomena a si mateix com "el que brolla als genolls". En les versions asteca, Tepecano i Tarasca l'enterren, i el blat de moro o el tabac creixen del seu sepulcre. Un mite cristianitzat dels quiché indica que, durant i després de la seva crucifixió, el blat de moro i altres collites van créixer del cos de Jesús.

## Esperit de la pluja
La imatge olmeca de l'esperit de la pluja apareix sovint en la mitologia de reeixides cultures. Invariablement, l'esperit de la pluja és masculí, encara que pugui tenir una dona que comparteixi autoritat sobre les aigües. Sovint es percep com un nen o un jove, algunes vegades com un nan. També pot ser descrit com un poderós déu de la pluja, amb diversos ajudants.
En les tradicions asteca i maia, el senyor de la pluja és un esperit mestre atès per diversos ajudants. El seu nom en el llenguatge asteca és Tlàloc, i els seus ajudants són anomenats tlaloque. La versió maia del Yucatán els anomena Chac i els chacs. En l'àrea de Guatemala, aquests esperits són sovint associats amb el llamp i el tro, així com amb la pluja. Els esperits de la pluja són coneguts com a mam i els mams entre els Mopan de Belize. En algunes tradicions, com en els Pipil del Salvador, la figura del mestre es perd, i els mites s'enfoquen en els "nens de la pluja". Els nàhuatls de l'actualitat consideren aquests nombrosos esperits com follets o "gent petita". En l'estat de Chiapas, la comunitat zoques reporta que els esperits de la pluja són molt vells, però llueixen com nens.